# Zuidelijke botten
Zuidelijke botten (Achiropsettidae) zijn een familie van straalvinnige vissen uit de orde van Platvissen (Pleuronectiformes).

## Geslachten
- Achiropsetta Norman, 1930
- Mancopsetta T. N. Gill, 1881
- Neoachiropsetta Kotlyar, 1978
- Pseudomancopsetta Evseenko, 1984